# 一本桜

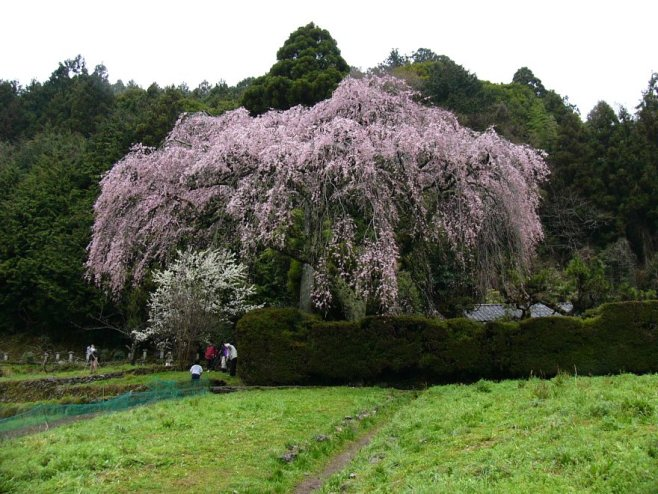
高知県仁淀川町の枝垂桜

一本桜（いっぽんざくら）とは、単一で植えられた桜の呼称。古くから人々に愛されてきた一本桜も多数存在し、伝説や由来に基づく特別な名前が付けられているものもある。幹が頑丈で長寿になりやすい野生種のエドヒガンとそれから生み出された栽培品種のシダレザクラに長寿で巨樹の一本桜が多く、それらは神社仏閣や地域を象徴するランドマークとなって、現在に至るまで歴史的に花見の対象となってきた。

## 概要
日本における花見は、明治時代以降、ソメイヨシノの拡散とともに団体での宴会を楽しむ庶民の娯楽へと変貌していった。それ以前にも観桜の習慣はあったが、一箇所に複数の桜を植えて楽しむという行為は財力を伴う余裕が必要であったことから、全国の町や村では寺社の境内や領主の庭先に植えられた一本の桜を、愛でる事が一般的な花見であった。桜の管理技術なども発達しておらず、その年の環境や桜自身の生命力によって咲いたり、咲かなかったりする一本桜は各地で神聖視され、様々な伝承と共に受け継がれていった。
やがて三好学によってアレクサンダー・フォン・フンボルトが提唱した天然記念物の概念が紹介されると、一本桜の保護・育成の概念が取り入れられるようになり、1919年（大正8年）に公布された「史蹟名勝天然記念物保存法」によって、1922年（大正11年）、埼玉県の石戸蒲ザクラ、山梨県の神代桜、岐阜県の淡墨桜、福島県の三春滝桜、静岡県の狩宿の下馬ザクラといった一本桜が日本の天然記念物第1号に指定された。これが日本五大桜と言われる所以である。後に狩宿の下馬ザクラは1952年（昭和27年）に特別天然記念物に指定された。

## 代表的な一本桜
桜の天然記念物指定は杉の44指定に次ぐ39指定を受けている。そのうち33種類が一本桜となっている。以下では丸谷馨の『日本一の桜』、その他最近の資料で紹介されている一本桜を一覧にする。

### 北海道
- 旭山記念公園の一本桜 （北海道札幌市中央区旭山記念公園展望台）[6]
- 上御料の一本桜（北海道富良野市上御料、エゾヤマザクラ）[7]
- 血脈桜（北海道渡島総合振興局管内松前郡松前町、マツマエハヤザキ）
- 幌内の一本桜（北海道雄武町幌内）[8]
- 夫婦桜（北海道松前郡松前町の松前公園内、マツマエハヤサキ）

### 東北地方
- 盛岡石割桜（岩手県盛岡市、エドヒガン）
- 小岩井農場の一本桜（岩手県岩手郡雫石町・滝沢市境の小岩井農場、エドヒガン）
- 草岡の大明神桜（山形県長井市、エドヒガン）
- 小沢の桜（福島県田村市、ソメイヨシノ）
- 越代のサクラ（福島県石川郡古殿町、ヤマザクラ）
- 三春滝桜（福島県田村郡三春町、ベニシダレ）- 早期に天然記念物（1922年）
- 上石の不動桜（福島県郡山市中田町上石字舘、ベニシダレ）
- 紅枝垂地蔵桜（福島県郡山市中田町木目沢字岡ノ内、ベニシダレザクラ）

### 関東地方
- 頼母子のシダレザクラ（群馬県邑楽郡板倉町海老瀬に、シダレザクラ）
- 石戸蒲桜（埼玉県北本市、カバザクラ）- 早期に天然記念物（1922年）
- 長勝院旗桜（埼玉県志木市、ヤマザクラ）
- 伊豆大島の桜株（東京都大島町、オオシマザクラ）- 特別天然記念物
- 湖畔の一本桜 (神奈川県箱根町箱根園の芦ノ湖湖畔、オオシマザクラ) [9]
- 長興山のシダレザクラ（神奈川県小田原市入生田、シダレザクラ）

### 中部地方
- 味真野のサクラ（福井県越前市池泉町、エドヒガン）
- 素桜神社の神代ザクラ（長野県長野市泉平の素桜神社内、エドヒガン）
- 高山村五大桜（長野県上高井郡高山村、シダレザクラ）
- 愛宕稲荷神社の一本桜（長野県飯田市愛宕町、エドヒガン）
- 黄梅院の桜（長野県飯田市江戸町、シダレザクラ）
- 麻績の里 舞台桜（長野県飯田市座光寺、シダレヒガンザクラ）
- 巡礼桜（長野県長野市、エドヒガン）
- 安富桜（長野県飯田市飯田市美術博物館内、エドヒガン）
- 乙ヶ妻のシダレザクラ（山梨県山梨市牧丘町室伏、シダレザクラ）
- 山高神代桜（山梨県北杜市武川町山高、エドヒガン）- 早期に天然記念物（1922年）
- 淡墨桜（岐阜県本巣市、エドヒガン）- 早期に天然記念物（1922年）
- 揖斐二度桜（岐阜県揖斐郡大野町、ヤマザクラの変種）
- 臥龍桜（岐阜県高山市一之宮町、エドヒガン）
- 根尾谷淡墨桜（岐阜県本巣市根尾谷・淡墨公園、エドヒガン）
- おおたザクラ（岐阜県大野郡白川村、オオタザクラ）
- 苗代桜（岐阜県下呂市、エドヒガン）
- 荘川桜（岐阜県高山市荘川町、エドヒガン）
- 中将姫誓願桜（岐阜県岐阜市大洞の願成寺内、ヤマザクラの突然変異）
- 水戸野のシダレザクラ（岐阜県加茂郡白川町、エドヒガン）
- ひよものシダレザクラ（岐阜県恵那市串原町、シダレザクラ）
- 狩宿の下馬桜（静岡県富士宮市、アカメシロバヤマザクラ- 早期に天然記念物（1922年）、特別天然記念物
- 白子不断ザクラ（三重県鈴鹿市、ヤマザクラとオオシマザクラの交配）

### 関西地方
- 左近桜（京都府京都市上京区京都御苑3の京都御所の内裏、マツマエハヤザキ）
- 吉田のしだれ桜（京都府舞鶴市吉田地区、シダレザクラ）
- おまき桜（兵庫県豊岡市竹野町、エドヒガン）
- 樽見の大ザクラ（兵庫県養父市大屋町、エドヒガン）- 天然記念物
- 又兵衛桜（奈良県宇陀市、シダレザクラ）

### 中国・四国地方
- 醍醐桜（岡山県真庭市別所、エドヒガン）
- 備中天神桜（岡山県高梁市備中町、ヤマザクラ）
- 広島江波山桜（広島県広島市、ヤマザクラの突然変異種）
- 市川家のしだれ桜（高知県吾川郡仁淀川町、シダレザクラ）[10]

### 九州・沖縄地方
- 浅井の一本桜（福岡県久留米市）[11]
- 魚見桜（大分県速見郡日出町、ヤマザクラ）
- 大原のしだれ桜（大分県日田市田島、シダレザクラ）
- 一心行の大桜（熊本県阿蘇郡南阿蘇村、ヤマザクラ）

そのほかは『植物天然記念物一覧』のサクラ項を参照。

## 参照項目
- 日本さくら名所100選
- 日本五大桜 （1922年指定の天然記念物）

## 関連文献
- 『日本彼岸桜見立番附』里見信夫/撰、石川県巨樹の会〈日本巨樹見立番附 15〉、1996年7月。国立国会図書館サーチ：R100000001-I17111009810010984。